# François Julien Limon
François Julien Limon est un homme politique français né le 22 octobre 1742 à Quintin (Bretagne) et mort le 16 juillet 1807 au même lieu.

## Biographie
Administrateur du département, il est élu député des Côtes-du-Nord au Conseil des Cinq-Cents le 23 germinal an V. Son élection est annulée après le coup d’État du 18 fructidor an V.

## Sources
- « François Julien Limon », dans Adolphe Robert et Gaston Cougny, Dictionnaire des parlementaires français, Edgar Bourloton, 1889-1891 [détail de l’édition]